# Santa Terezinha II
Santa Terezinha II é um bairro do município brasileiro de Coronel Fabriciano, no interior do estado de Minas Gerais. Localiza-se no distrito-sede, estando situado no Setor 3. De acordo com o Instituto Brasileiro de Geografia e Estatística (IBGE), em 2010 sua população era de 2 392 habitantes e havia 804 domicílios particulares.
Embora a prefeitura reconheça o Santa Terezinha II e o vizinho Santa Terezinha I como bairros independentes pela divisão em setores, o IBGE considera os dois como um único bairro. Em 2022, a população dos dois juntos foi estimada pelo IBGE em 4 552 habitantes e havia 1 700 domicílios particulares permanentes ocupados.

## História e descrição
A área onde está situado o atual bairro Santa Terezinha II, assim como a do vizinho Santa Terezinha e da região compreendida pelos bairros Aldeia do Lago e Mangueiras, pertencia originalmente ao médico Rubem Siqueira Maia, que também fora primeiro prefeito de Coronel Fabriciano. As terras faziam parte da chamada Fazenda Santa Terezinha, cuja denominação foi dada por Rubem e sua nora, Idalina Winter, em referência à santa de mesmo nome. O local foi loteado em 1964 pela Imobiliária Santa Terezinha, também de propriedade da família Maia, dando origem aos bairros.
Segundo o IBGE, possui uma área considerada como favela e comunidade urbana, denominada Alto Santa Terezinha, que tinha 1 319 habitantes em 2022. A Igreja Santo Afonso representa a sede da comunidade católica local, subordinada à Paróquia São Sebastião.

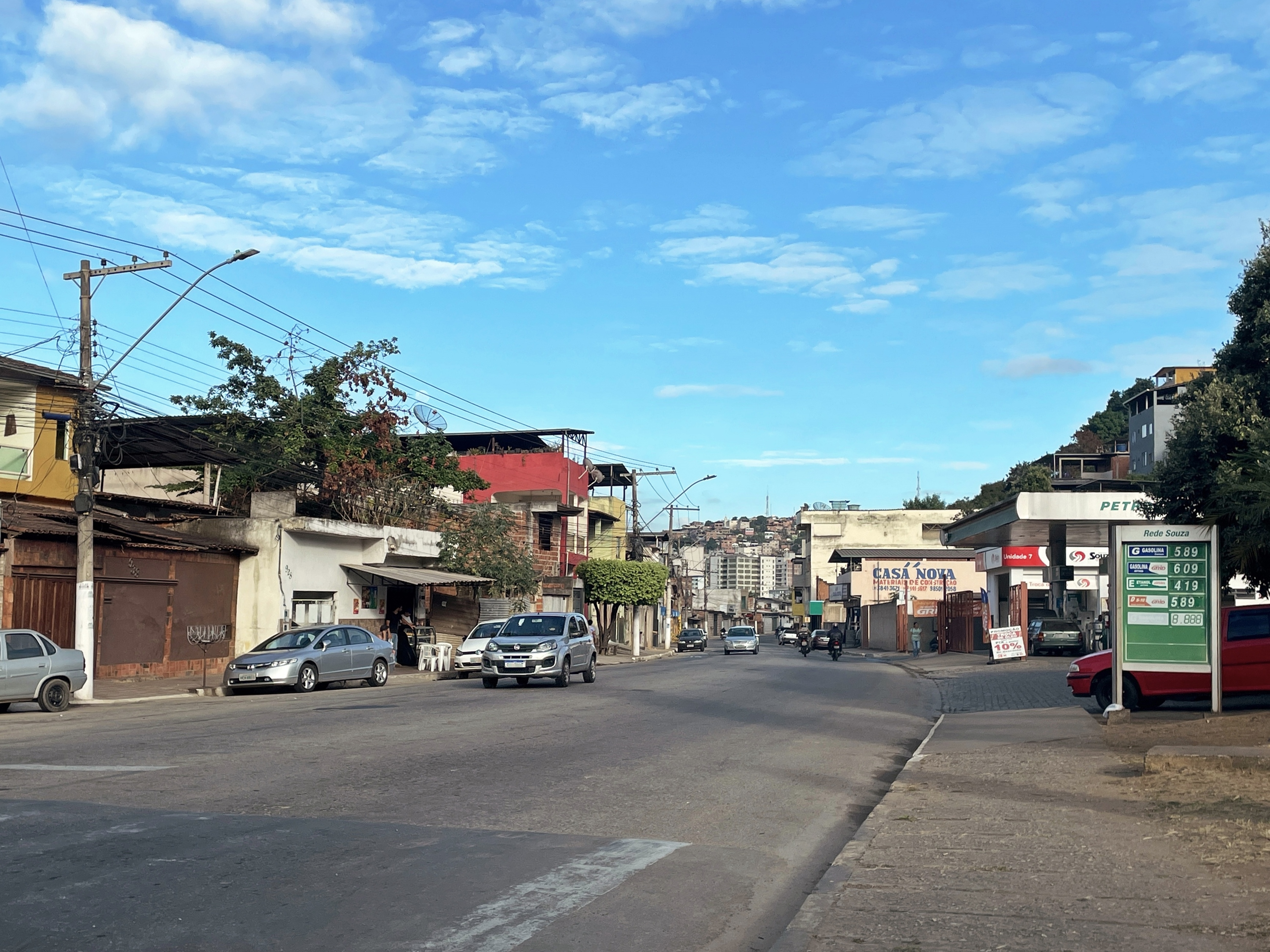
Avenida Rubem Siqueira Maia no bairro Santa Terezinha II
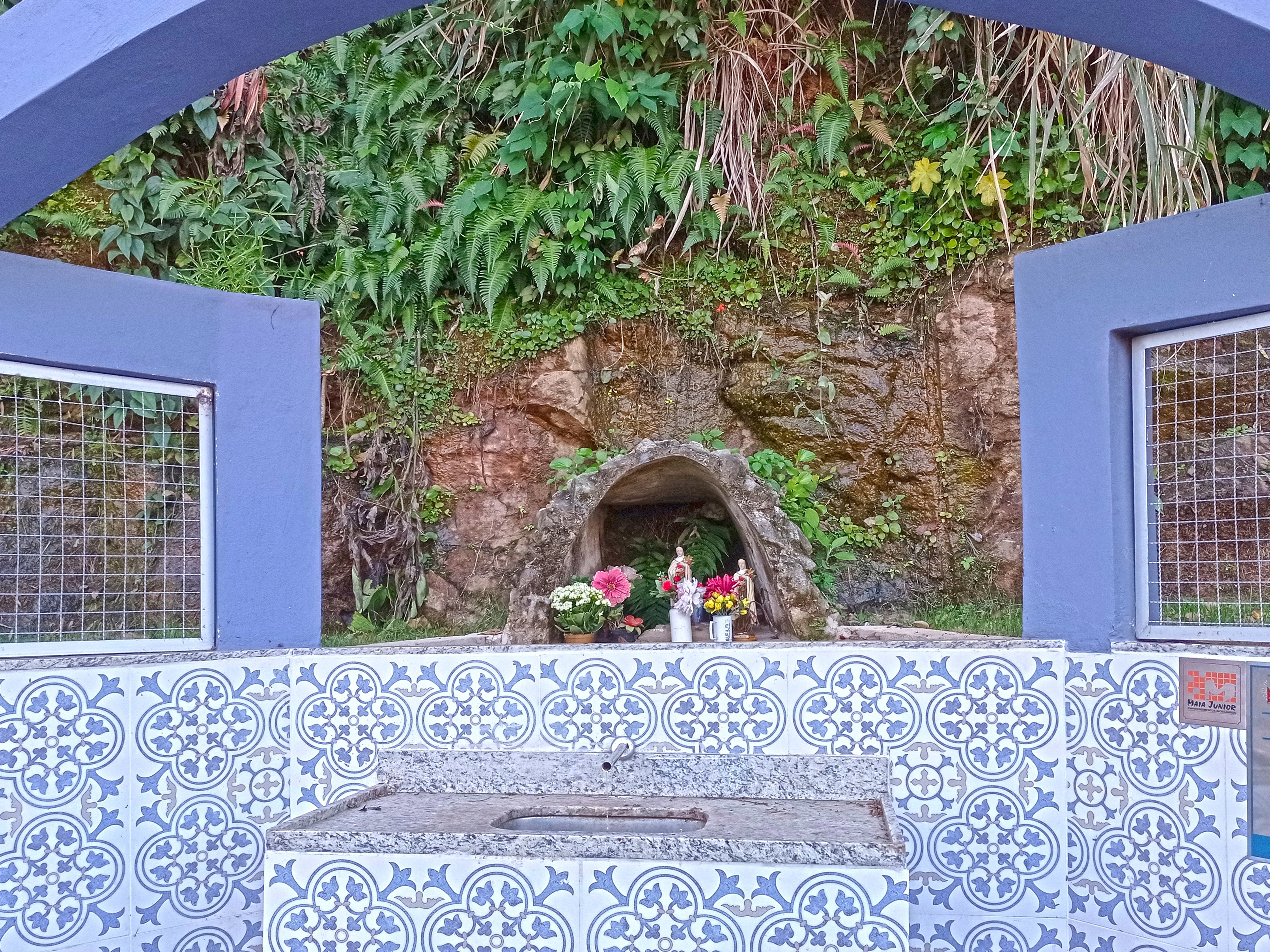
Gruta de Santa Teresinha, mantida pela comunidade local, na Avenida Rubem Siqueira Maia.
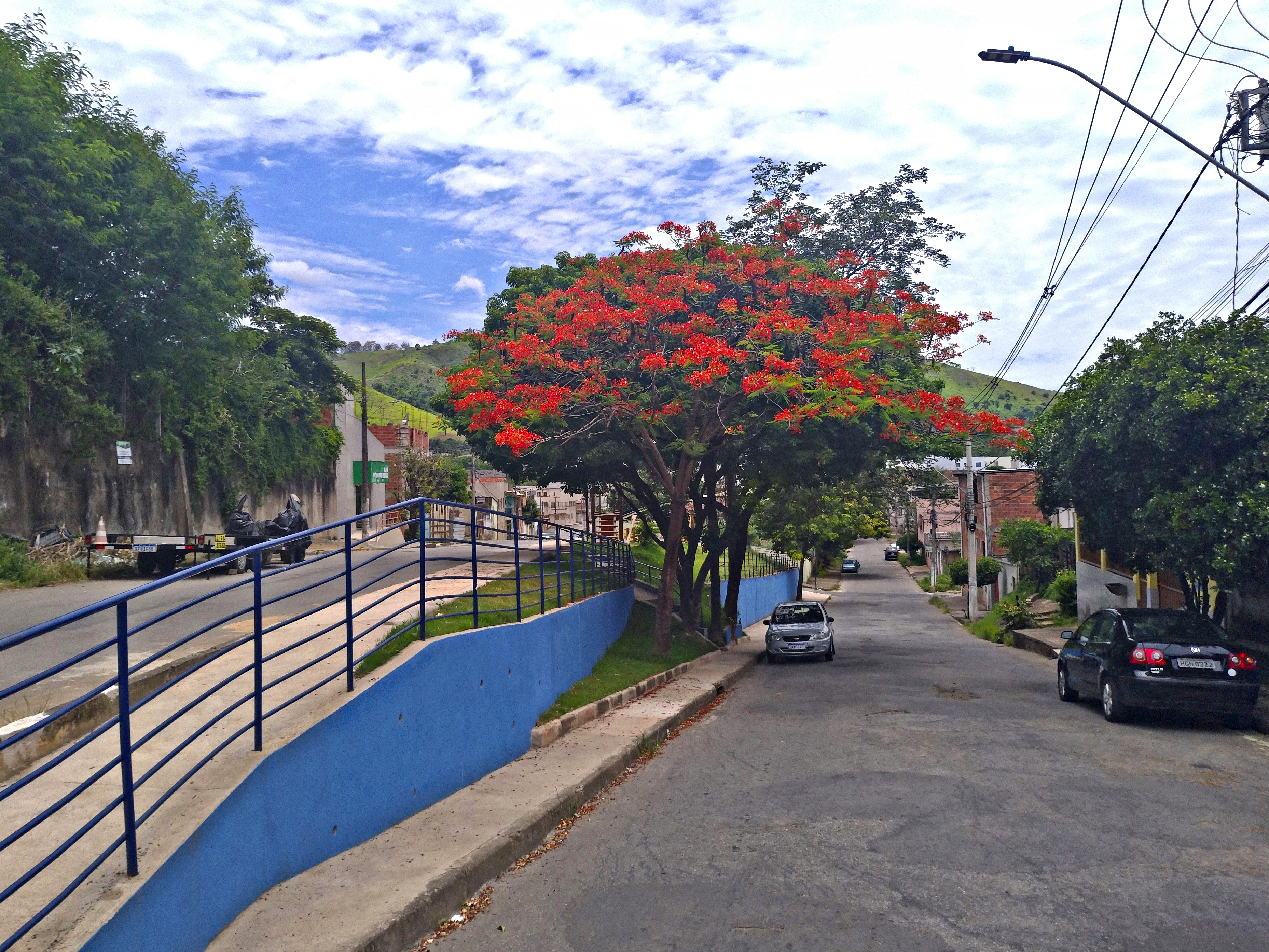
Flamboyant (Delonix regia) em destaque na Praça Geraldo Guimarães, inaugurada em 28 de dezembro de 2016.
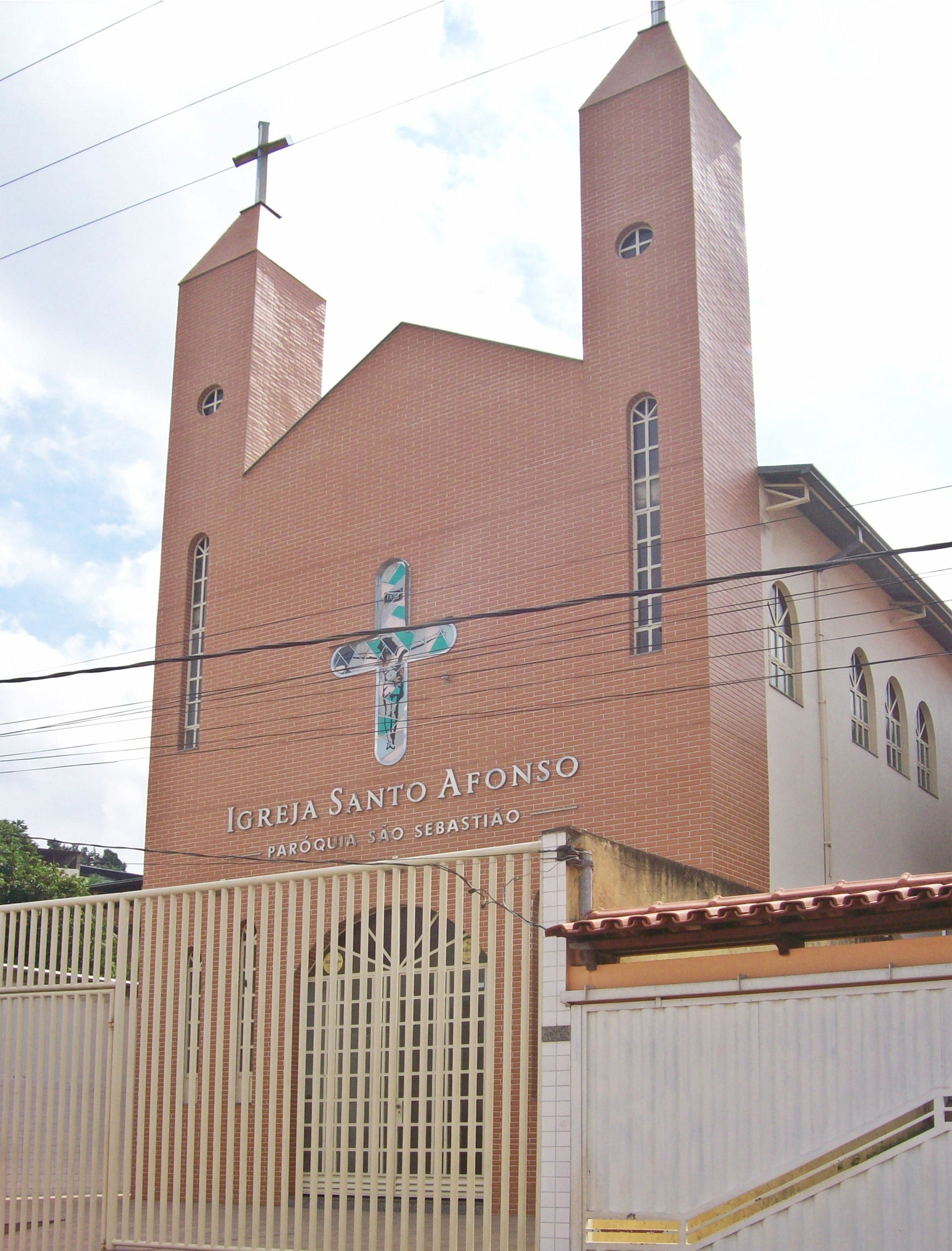
Fachada da Igreja Santo Afonso, da Paróquia São Sebastião.